# Afrikagrupperna
Afrikagrupperna (Grupos África da Suécia) é uma organização Sueca sem fins lucrativos que apoiar parceiros na África Austral e trabalhar com informação e advocacia na Suécia e Europa.
Afrikagrupperna apoia umas trinta organizações em Angola, Namíbia, Moçambique, África do Sul e Zimbabwe, bem como programas regionais e intercâmbios. A fim de fortalecer a sociedade civil nesses países envolvidos Afrikagrupperna não há projetos próprios, mas apoia projetos existentes que as organizações parceiras envolvidas. Eles também apoiar a independência do Sahara Ocidental. As áreas de atuação para Afrikagrupperna são economia global e distribuição, fornecimento e vida ética e condições de trabalho, igualdade de género e HIV/SIDA. Na Suécia, Afrikagrupperna trabalha com informações, angariação de fundos e apoio.

## História
A organização Afrikagrupperna foi fundada no ano 1974 em Uppsala, Suécia com uma organização política e religiosamente independente. O nome refere-se a grupos locais nas cidades universitárias e umas mais cidades foram activos em informar sobre e protestar contra o colonialismo e apartheid na África. Antes de que Afrikagrupperna foram formados, esses grupos independentes apoiava os movimentos de libertação nas colónias portuguesas e, mais tarde na África do Sul e as países afectados pela apartheid com fundos, estudos, produção de materiais e operações conjuntas, no entanto, limitada. Disseminada o revista Södra Afrika bulletinen (Boletim da África Austral) mais tarde Tidskriften Södra Afrika (A Revista África Áustral) de 1963 a 2010.
Alguns desses grupos já existe, com continuações directas de Comitês África do Sul que desde a década de 1960 era ativo nas cidades de Lund e Uppsala. 
Afrikagrupperna iniciou em 1978 o Comité para Isolar África do Sul (ISAK). A organização guarda-chuva inclui todas as organizações e instituições que, de alguma forma, foram envolvidos na luta contra o apartheid na África do Sul e Namíbia. Na década de 1980 ISAK, representada cerca de 1,5 milhões suecos.
Afrikagrupperna formaram uma organização de recrutamento, ARO, que em 1976 realizou o seu primeiro seminário sobre trabalho de solidariedade, SOS, na África e na Suécia. Desde então, um fluxo constante de suecos flutuou fora para trabalhar na África Austral em umas vezez condições bastante escassos. No total, cerca de 1.500 pessoas trabalhavam na África do Sul e totalmente organizada 82 SOS antes desta parte das actividades cessou. 
Afrikagrupperna consistia em 1970 de quatro grupos locais, e agora tem 10. O número de membros foi em 1970 um pouco menos de 100, e agora esta cerca de 1300.

## Atividades
De acordo com a organização, trabalhar para decisões políticos sobre questões relacionadas com a África Austral, por meio de campanhas, e actividades de informação. Tours na Suécia com convidados africanos também são realizados anualmente. O trabalho da Afrikagrupperna esta organisada por três temas; Meios de vida; Hiv/Sida e direitos sexuais e reprodutivo; recursos da África. A organização apoiar organisacoes na África, informar sobre este trabalho na Suécia e captar recursos. Na Suécia tem 10 grupos locais que trabalha mas o menos independente dos escritorios na Estocolmo e Gotemburgo. Os grupos podem solicitar fundos para actividades locais do escritorio. O escritorio coordinar o maior parte das actividades com as campanhas nacional dentro as temas, noticias para membros e organiza o reunião Anual. Um parte maior do trabalho é o angariação de fundos. 

## Organização
Afrikagrupperna é uma organização associativa com cerca de 1300 membros. Os membros elegi um conselho que aponta um secretário-geral para executar o trabalho. Os membros também forma grupos locais na Suécia que trabalham com questões sobre o desenvolvimento global com foco em África Austral. Afrikagrupperna tem escritórios na Suécia, África do Sul e Moçambique.  

## Missão
O
Missão da Afrikagrupperna em acordo dele é manifestada em o plano de 
longo prazo. É que "trabalhar para um mundo justo pelo mudando vidas na 
África Austral e na Suécia". Este plano de longo prazo representa a base para ambos: análise do mundo 
continuou em geral e desenvolvimento de suas atividades, bem como a 
formulação de planos concretos de operações.

## Parceiros
Hoje tem cerca de 30 parceiros na Namíbia, Zimbábue, Angola, Moçambique e África do Sul. São organizações da sociedade civil.  
Em Àfrica do Sul tem os parceiros groundWork, CLP, Khanya College, Border Rural Committee, ECARP, Wellness Foundation, SPP, ILRIG e Sikhula Sonke.  
Em Angola o único parceiro e a ADRA (Acção para o Desenvolvimento Rural e Ambiente) mas tem quatro antennas; ADRA Benguela, ADRA Huambo, ADRA Huíla e Cunene, e ADRA Malange. 
Em Namíbia têm LaRRI, NAPPA, LAC e Positive Vibes.  
Em Mocambique tem os parceiros Othoko, AMODEFA, UNAC,  
Em Zimbábue tem os parceiros PADARE, ABDO, SEATINI, EMNT, ZIMCODD, FACT Chiredzi e GAPWUZ.  